# Palanga Triobet
Der BC Palanga Triobet ist ein Basketballverein aus Palanga (17.000 Einwohner) in Litauen. Er spielt in LKL, früher auch in RKL und NKL. BC wurde 2006 gegründet. Von 2006 bis 2011 war der Verein Palangos Naglis-Adakris und bis 2012 "Naglis". 2010/2011 gelang zu LKL als Gewinner bei NKL hat für eine Saison in LKL gespielt.
Adresse: Vytauto Str. 21, LT-00101 Palanga. 

## Erfolge
- 2007–2008, NKL 2. Platz
- 2008–2009, NKL 7. Platz
- 2009–2010, NKL 1. Platz

## Spieler
- Renaldas Seibutis (2002–2003)
- Saulius Štombergas (2007–2008)
- Mindaugas Reminas (nuo 2008)
- Vytautas Buzas (2008–2010)
- Gintaras Einikis (2009–2010)